# Asterophrys
Asterophrys es un género de ranas de la familia Microhylidae que es endémico de Nueva Guinea. 

## Especies
Se reconocen las siguientes siete especies:
- Asterophrys eurydactyla (Zweifel, 1972)
- Asterophrys foja (Günther, Richards & Tjaturadi, 2016)
- Asterophrys leucopus Richards, Johnston & Burton, 1994
- Asterophrys marani (Günther, 2009)
- Asterophrys pullifer (Günther, 2006)
- Asterophrys slateri Loveridge, 1955
- Asterophrys turpicola (Schlegel, 1837)